# Landkreis Oberallgäu
Landkreis Oberallgäu is de zuidelijkste Landkreis van Duitsland. Deze Kreis is onderdeel van de bestuurlijke regio Schwaben in de deelstaat Beieren. De Landkreis telt 156.308 inwoners (31 december 2020) op een oppervlakte van 1.527,97 km². Het bestuurlijk centrum (Kreisstadt) is Sonthofen.
In het noorden van de Landkreis vormt de kreisfreie Stadt Kempten een enclave.

## Indeling

Oberallgäu is verdeeld in 28 gemeenten. Twee hiervan hebben de status van stad, terwijl tien gemeenten zich Markt mogen noemen. Verder omvat de Landkreis het Kempter Wald, een bebost, grotendeels gemeentevrij gebied.
Steden
1. Immenstadt im Allgäu
2. Sonthofen

Märkte
1. Altusried
2. Bad Hindelang
3. Buchenberg
4. Dietmannsried
5. Oberstaufen
6. Oberstdorf
7. Sulzberg
8. Weitnau
9. Wertach
10. Wiggensbach

## Overige gemeenten
1. Betzigau
2. Blaichach
3. Burgberg im Allgäu
4. Durach
5. Haldenwang
6. Lauben
7. Oberstdorf
8. Oy-Mittelberg
9. Rettenberg
10. Waltenhofen
11. Wildpoldsried

Niet gemeentelijk ingedeeld
1. Kempter Wald (12,03 km²)

Aichach-Friedberg · Altötting · Amberg · Amberg-Sulzbach · Ansbach (stad) · Landkreis Ansbach · Aschaffenburg (stad) · Landkreis Aschaffenburg · Augsburg (stad) · Landkreis Augsburg · Bad Kissingen · Bad Tölz-Wolfratshausen · Bamberg (stad) · Landkreis Bamberg · Bayreuth (stad) · Landkreis Bayreuth · Berchtesgadener Land · Cham · Coburg (stad) · Landkreis Coburg · Dachau · Deggendorf · Dillingen an der Donau · Dingolfing Landau · Donau-Ries · Ebersberg · Eichstätt · Erding · Erlangen · Erlangen-Höchstadt · Forchheim · Freising · Feyung-Grafenau · Fürstenfeldbruck · Fürth (stad) · Landkreis Fürth · Garmisch-Partenkirchen · Günzburg · Haßberge · Hof (stad) · Landkreis Hof · Ingolstadt · Kaufbeuren · Kelheim · Kempten im Allgäu · Kitzingen · Kronach · Kulmbach · Landsberg am Lech · Landshut (stad) · Landkreis Landshut · Lichtenfels · Lindau · Main-Spessart · Memmingen · Miesbach · Miltenberg · Mühldorf am Inn · München · Landkreis München · Neuburg-Schrobenhausen · Neumarkt in der Oberpfalz · Neurenberg · Neustadt an der Aisch-Bad Windsheim · Neustadt an der Waldnaab · Neu-Ulm · Nürnberger Land · Oberallgäu · Ostallgäu · Passau (stad) · Landkreis Passau · Pfaffenhofen an der Ilm · Regen · Regensburg (stad) · Landkreis Regensburg · Rhön-Grabfeld · Rosenheim (stad) · Landkreis Rosenheim · Roth · Rottal-Inn · Schwabach · Schwandorf · Schweinfurt (stad) · Landkreis Schweinfurt · Starnberg · Straubing · Straubing-Bogen · Tirschenreuth · Traunstein · Unterallgäu · Weiden in der Oberpfalz · Weilheim-Schongau · Weißenburg-Gunzenhausen · Wunsiedel im Fichtelgebirge · Würzburg (stad) · Landkreis Würzburg
Altusried · Bad Hindelang · Balderschwang · Betzigau · Blaichach · Bolsterlang · Buchenberg · Burgberg i.Allgäu · Dietmannsried · Durach · Fischen i. Allgäu · Haldenwang · Immenstadt i. Allgäu · Lauben · Missen-Wilhams · Obermaiselstein · Oberstaufen · Oberstdorf · Ofterschwang · Oy-Mittelberg · Rettenberg · Sonthofen · Sulzberg · Waltenhofen · Weitnau · Wertach · Wiggensbach · Wildpoldsried